# B-PROUD
B-PROUD is een hoogbouwproject in de Nederlandse stad Den Haag.
Het complex zal bestaan uit twee torens die elk zo'n 140 meter hoog worden en verrijzen op de hoek van de Binck Avenue, de voormalige Binckhorstlaan, en de Mercuriusweg. Het complex is ontworpen door architectenbureau OZ, de bouw ervan zal aanvangen in 2021.